# Pog
Pog är små cirkelformade skivor med olika tryck på, som var ett populärt samlarobjekt under 1990-talet. Pog är oftast tillverkade i papp, men förekommer även i hårdplast och ibland i metall. Det var vanligt att förvara pogen i pärmar eller i så kallade pogrör –  ett avlångt rör i plast.
Bilden på pogens åtsida kan föreställa nästan vad som helst; till några vanliga exempel hör bland annat tecknade seriefigurer och filmkaraktärer.
Storleken hos en pog är cirka 4,1275 centimeter i diameter. Tjockleken varierar beroende på vilket material pogen är tillverkad i.
Ordet "Pog" kommer från det hawaiiska juicemärket POG, där man använde förpackningens kork på samma sätt som pog kom att användas. Ordet är även ett varumärkesord så skivor kallas för "Slammers" eller "Milk Caps" för att undvika använda varumärke.